# Jean-Marie Klinkenberg
 (février 2017).
Si vous disposez d'ouvrages ou d'articles de référence ou si vous connaissez des sites web de qualité traitant du thème abordé ici, merci de compléter l'article en donnant les références utiles à sa vérifiabilité et en les liant à la section « Notes et références ».
Pour les articles homonymes, voir Klinkenberg.
Jean-Marie Klinkenberg, né le 8 octobre 1944 à Verviers, est un linguiste et sémioticien belge. Professeur à l'université de Liège, Jean-Marie Klinkenberg y a enseigné les sciences du langage, et spécialement la sémiotique et la rhétorique, mais aussi les cultures francophones. Il a développé une partie de ses travaux rhétoriques et sémiotiques au sein du Groupe µ. 

## Biographie
Titulaire d'une maîtrise en philologie romane (1967), docteur d'État en philosophie et lettres (1971), J.-M. Klinkenberg a été chercheur (1967-1968), assistant (1968-1972), maître-assistant (1973-1979), professeur (1979-1991) puis (depuis 1991) professeur titulaire à l’université de Liège (Belgique) où il occupait la chaire de « sémiologie et rhétorique ». Il a également été président du Centre d’études québécoises de Liège, le plus ancien d’Europe, et a créé à l'université de Liège un Centre d’études de la littérature francophone de Belgique.
Il rejoint le Groupe µ dès ses débuts, en 1967.
Il a été professeur visiteur à Tel Aviv, Mexico, Urbino, São Paulo, Montréal, Jyväskylä, Turin. Titulaire à trois reprises d'une Chaire Francqui (1995-1996, 1999-2000, 2000-2001), il est également expert au CNRS, au Fonds de la recherche scientifique belge, à l'Agence universitaire de la Francophonie et dans diverses institutions scientifiques belges, françaises, canadiennes ou internationales. Il est membre du Conseil de rédaction de nombreuses revues scientifiques ou collections. Il est également président de l'Association internationale de sémiotique visuelle et consultant permanent auprès des éditions Larousse. 
Il est membre de l'Académie royale de Belgique et du Haut Conseil de la francophonie. 
En 2010, Jean-Marie Klinkenberg devient professeur émérite, mais continue à exercer ses autres fonctions (comme la direction de la doyenne des revues de linguistique française, Le Français moderne). Cette année-là, ses collaborateurs organisent un colloque international « Valeurs et variations. Autour des travaux de Jean-Marie Klinkenberg », deux ans après avoir organisé un colloque « Le Groupe µ. Quarante ans de recherche collective ». 
Elle est membre du collectif des linguistes atterrées fondé en 2023. 

## Travaux de linguistique et sémiotique
Une partie importante de la production sémiotique de Jean-Marie Klinkenberg a été élaboré au sein de l’équipe connue sous le nom de Groupe µ, qui poursuit depuis 1967 des travaux transdisciplinaires en théorie de la communication linguistique ou visuelle et en sémiotique. 
Le travail de ce Groupe a d’abord consisté à étudier la structure des usages particuliers du langage que l’on rencontre dans la publicité, dans la poésie ou encore les rites. Cette étude a renouvelé profondément la rhétorique verbale, notamment avec Rhétorique générale (1970), traduit dans une vingtaine de langues et salué par la revue Sciences humaines comme un des livres marquants du XXe siècle, et Rhétorique de la poésie (1977). L’étude de la manifestation de ces structures dans d’autres moyens de communication a débouché sur un Traité du signe visuel (1992), qui a refondé la théorie de l’image et qui, à l’estime de l’anthropologue Philippe Descola, a contribué à « clore vingt-cinq siècles de controverses sur la mimêsis ». Fondée sur la prise en compte des mécanismes physiologiques de la perception, cette recherche a débouché sur un nouveau projet : celui de redéfinir la théorie du sens dans une optique cognitiviste et matérialiste (Principia semiotica. Aux sources du sens, 2015).
Un des apports personnels de Klinkenberg au travail collectif (voir son Précis de sémiotique générale, 1996) a consisté à orienter cette sémiotique cognitive dans une direction sociale et anthropologique. Klinkenberg représente la Belgique au sein du bureau de l’Association internationale de sémiotique et a quatre fois été réélu président de l’Association internationale de sémiotique visuelle, dont il est président d’honneur. 

## Sociologie des cultures francophones
Une partie des travaux scientifiques de Klinkenberg a porté sur la sociologie des cultures francophones.
Il a mis au point un « modèle gravitationnel », expliquant les caractéristiques littéraires et linguistiques de ces systèmes culturels d’une part par leur situation périphérique respectivement au centre parisien et de l’autre par les facteurs propres aux sociétés impliquées. Dans ce cadre, il a porté une attention particulière à la question des institutions culturelles.
Ces conceptions, qu’il a aussi appliquées à la littérature québécoise, ont renouvelé l’approche de l'histoire littéraire de la Belgique francophone (voir La littérature belge. Précis d'histoire sociale, publié en  2005 avec Benoît Denis, et Périphériques Nord. Fragments d'une histoire sociale de la littérature francophone en Belgique, 2010.)

## Politique linguistique
En marge de ses travaux de sociolinguistique, Jean-Marie Klinkenberg a développé une conception originale de la politique linguistique dont la principale caractéristique est d’être un chapitre des politiques sociales et non des politiques culturelles et éducationnelles. 
Klinkenberg voit dans la langue un instrument de développement au service du citoyen. Une telle politique doit prendre en compte les fonctions multiples des langues (socialisation, transferts des savoirs, création, mais aussi instrument de pouvoir et enjeu économique) et viser à inclure plutôt qu'exclure. Elle doit s’articuler à la politique de la formation, à la politique de protection et de promotion du travailleur (en agissant sur la langue des contrats, du travail, de l’équipement), à la politique de protection du consommateur (modes d'emploi, sécurité), à la politique de contacts entre le citoyen et les pouvoirs publics (simplification du langage administratif, juridique, etc.), à la politique de l’égalité des chances (féminisation des noms de métiers), à la politique de recherche et de développement, notamment en matière numérique, à la politique d’accès du citoyen aux techniques contemporaines d’information et de communication.
Klinkenberg a exposé ses conceptions dans ses ouvrages La langue et le citoyen. Pour une autre politique de la langue française (2001 ) et La langue dans la Cité. Vivre et penser l’équité linguistique (2015), qui lui a valu le prix du livre politique 2016. 
Il a pu mettre sa doctrine en application dans le cadre du Conseil supérieur de la langue française et de la politique linguistique de Belgique, dont il a été membre de 1985 à 2021, et qu’il a présidé à trois reprises, ainsi que dans le réseau Opale et dans le cadre de l’Organisation internationale de la francophonie. Il a rendu compte de cette expérience dans Votre langue est à vous. Quarante ans de politique linguistique en Belgique francophone (2020).

## Distinctions

### Récipiendaire de l'Ordre des francophones d'Amérique
En 1988, l’insigne de l'Ordre des francophones d'Amérique a été décerné par le Conseil supérieur de la langue française du Québec dans la catégorie « représentant des autres continents » à J.M. Klinkenberg. Cette dignité récompense ses travaux, qui ont marqué le développement de la critique littéraire, scientifique et sociale contemporaine, et le travail qu'il a effectué pour rapprocher le Québec et l'Europe, notamment pour avoir développé les études québécoises sur ce continent  — il a été, douze ans durant, président du Centre d'études québécoises de l'université de Liège, le plus ancien en Europe, fondé par son maître Maurice Piron — et y avoir inspiré une philosophie de la politique linguistique, dans la genèse de laquelle l'expérience québécoise a joué un grand rôle. Il a été, à de nombreuses reprises, professeur invité dans presque toutes les universités du Québec, où il a formé maints chercheurs. 
J.M. Klinkenberg est également titulaire de plusieurs distinctions honorifiques belges et françaises. Il est ainsi en Belgique Grand Officier des Ordres de Léopold, de la Couronne et de Léopold II et en France Commandeur dans l'Ordre des Arts et des Lettres et Officier des Palmes académiques. Il est docteur honoris causa des universités de Metz, Zacatecas, Moncton et de Sibiu.
Il a été élu en 1996 à l'Académie royale de Belgique.
Il est nommé citoyen d'honneur de la Ville Liège (Belgique) en 2022.

## Publications
- Rhétorique générale, Paris, Larousse, 1970 (rééd. Paris, Le Seuil, 1982) ; avec le Groupe µ.
- Style et Archaïsme dans La Légende d'Ulenspiegel de Charles De Coster, Bruxelles, Palais des Académies, 1973. Réédition revue, avec une préface inédite de Rainier Grutman, une étude inédite, un épilogue inédit, Bruxelles, SAMSA, Académie royale de langue et de littérature, 2017.
- Rhétorique de la poésie : lecture linéaire, lecture tabulaire, Bruxelles, Complexe, 1977 (rééd. Paris, Le Seuil, 1990) ; avec le Groupe µ.
- Collages, Paris, U.G.E., 1978 ; avec le Groupe µ.
- A Semiotic Landscape. Panorama sémiotique, La Haye, Mouton, 1979 ; avec Seymour Chatman et Umberto Eco.
- Rhétoriques, Sémiotiques, Paris, U.G.E, 1979 ; avec le Groupe µ.
- La Littérature française de Belgique, Paris, Nathan, Bruxelles, Labor, 1980.
- Langages et collectivités : le cas du Québec, Montréal, Leméac, 1981 ; avec D. Latin et G. Connolly.
- Trajectoires : littérature et institutions au Québec et en Belgique francophone, Presses universitaires de Montréal, Bruxelles, Labor, 1985 ; avec Lise Gauvin.
- Charles De Coster, Bruxelles, Labor, 1985.
- Adaptation française de Le Signe. Introduction à un concept et à son histoire, par Umberto Eco, Bruxelles, Labor, 1988 (rééd. Le livre de poche, 1992).
- Raymond Queneau, André Blavier : lettres croisées (1949-1976), Bruxelles, Labor, 1988.
- Le Sens rhétorique. Essais de sémantique littéraire, Toronto, G.R.E.F., Bruxelles, Les Éperonniers, 1990.
- Écrivain cherche lecteur. L’écrivain francophone et ses publics, Paris, Créaphis, Montréal, V.L.B., 1991 ; avec Lise Gauvin  (ISBN 978-2907150248)
- Traité du signe visuel. Pour une rhétorique de l'image, Paris, Le Seuil, 1992; avec le Groupe µ.
- Espace Nord. L’Anthologie, Bruxelles, Labor, coll. « Espace Nord », 1994.
- Des langues romanes, Louvain-la-Neuve, Duculot, 1994.
- Sept leçons de sémiotique et de rhétorique, Toronto, G.R.E.F., 1996.
- Une langue, une communauté. Le français en Belgique, Louvain-la-Neuve, Duculot, 1997 ; avec Daniel Blampain, André Goosse, Marc Wilmet.
- Salut Galarneau !, de Jacques Godbout, Montréal, Boréal, 1997.
- Tu parles !? Le français dans tous ses états, Paris, Flammarion, 2000 (rééd. 2002, coll. « Champs ») ; avec Bernard Cerquiglini, Jean-Claude Corbeil, Benoît Peeters.
- Précis de sémiotique générale, Paris, Le Seuil, 2000, Duculot, 1997.
- La Langue et le citoyen. Pour une autre politique de la langue française, Paris, Presses universitaires de France, 2001.
- Figuras, conocimiento, cultura. Ensayos retóricos, Mexico, Universidad Nacional Autónoma, 2003 ; avec le Groupe µ.
- Petites mythologies belges, Bruxelles, éditions Labor/Espace de Libertés, coll. « Liberté j'écris ton nom », 2003 ; édition revue et considérablement augmentée, Bruxelles, Les Impressions nouvelles, 2009 ; édition de poche avec une postface de Jan Baetens (« Autres mythes, autre sémiologie », pp. 181-195) et un « Entretien avec Jean-Marie Klinkenberg » (pp. 197-210), Bruxelles, Communauté française de Belgique (coll. « espace Nord », 370), 2018.
- La Littérature belge. Précis d'histoire sociale, Bruxelles, Labor, 2005 (avec Benoît Denis).
- Figures de la figure. Sémiotique et rhétorique générale (avec Sémir Badir), Presses universitaires de Limoges , 2008.
- L’Avenir du français (avec Jacques Maurais, Pierre Dumont, Bruno Maurer, Patrick Chardenet), Paris, Agence universitaire de la Francophonie, Édition des archives contemporaines, 2008.
- Le Tournant des années 1970. Liège en effervescence (avec Nancy Delhalle et Jacques Dubois), Bruxelles, Les Impressions nouvelles, 2010.
- Périphériques Nord. Fragments d'une histoire sociale de la littérature francophone en Belgique, Presses de l'université de Liège, 2010.
- Voir faire. Faire voir, Bruxelles, Les Impressions nouvelles, 2010.
- La Langue dans la cité. Vivre et penser l'équité culturelle, Bruxelles, Les Impressions nouvelles, 2015.
- Petites mythologies liégeoises (avec Laurent Demoulin), Liège, Tétras Lyre, 2016.
- Édition définitive de Charles De Coster, La Légende et les aventures héroïques, joyeuses et glorieuses d’Ulenspiegel et de Lamme Goedzak au pays de Flandre et ailleurs, établie et présentée par Jean-Marie Klinkenberg, Bruxelles, Communauté française de Belgique, Collection Espace Nord, 2017.
- Politiques linguistiques en Belgique francophone et germanophone, n° spécial de Synergies, 2018.
- Entre langue et espace. Qu’est-ce que l’écriture ?, Bruxelles, Académie royale de Belgique (coll. « L’Académie en poche », 111), 2018.
- (Essais en) Sémiotique de l’écriture. (Studies in the) Semiotics of Writing, n° spécial de Signata. Annales des sémiotiques. Annal of Semiotics, n° 9, 2018 (avec Stéphane Polis).
- Votre langue est à vous. Quarante ans de politique linguistique en Belgique francophone, Louvain-la-Neuve, EME Éditions, Fédération Wallonie-Bruxelles, Service de la langue française (coll. Français & Société, 31), 2020.
- Verheggen ou la naissance de la langue. De Verhaeren à Verheggen : la langue d’écriture. Dans Verheggen, J. (1991). Pubères, Putains. Porches, Porchers – Stabat Mater. Bruxelles, Labor, p. 193-215.
- « L’Aventure linguistique, une constante des lettres belges : le cas de Jean-Pierre Verheggen », dans Littérature, n° 101, 1996, p.25-39.
- « Le français : une langue en crise ? », Études françaises, vol. 29, no 1,‎ printemps 1993, p. 171-190 (lire en ligne)